# ديف رووي (لاعب كرة قاعدة)
ديف رووي (بالإنجليزية: Dave Rowe)‏ هو لاعب كرة قاعدة أمريكي، ولد في 9 أكتوبر 1854 في هاريسبرج في الولايات المتحدة، وتوفي في 9 ديسمبر 1930 في غلينديل في الولايات المتحدة.

## وصلات خارجية
- ديف رووي على موقعبيزبول رفرنس.كوم (الدوري الرئيسي) (الإنجليزية)
- ديف رووي على موقعبيزبول رفرنس.كوم (الدوري الثانوي) (الإنجليزية)